# Galån, Jämtland
Galån (Jämtska Gărlaoa) i sydvästra Jämtland är ett vattendrag som har sin källa i Oviksfjällen söder om Hundshögen och öster om Lillfjället i de lokar (småsjöar) som kallas Galålokarna. Galån mynnar ut i Ljungan mellan sjöarna (Stor-)Börtnen och Lill-Börtnen . Galån rinner bland annat förbi (Västra) Galåbodarna och Östra Galåbodarna. En av nybyggarna i Börtnan i slutet av 1700-talet, n Gărlao-Erik, fick sitt auknamn (smeknamn) från ånamnet.